# Megafauna
Megafauna alatt egy terület vagy időszak nagy testű állatait értjük.

## Meghatározás
Az, hogy mely fajok tartoznak a megafaunába, elsősorban az átlagos tömegük dönti el. Viszont nincs általánosan elfogadott tömeghatár annak eldöntésére, hogy valamely állatfaj a megafaunához tartozik-e vagy sem. Kétféle tömeghatár létezik:
- általánosan a legszélesebb körben elterjedt legnagyobb testű háziasított állat, a szarvasmarha után kb. 500 kg;
- egyesek viszont 50 kg-nál húzzák meg a határt, így az ember is része a megafaunának.

## Jellegzetességeik
A megafauná(k)hoz tartozó fajok általában K-stratégisták, vagyis:
- populációjuk viszonylag stabil (lassú növekedés, alacsony halálozás);
- a környezetük hirtelen megváltozásához kevésbé tudnak alkalmazkodni, ami adott esetben a kihalásukhoz vezethet;
- egyedeik viszonylag sokáig élnek és egyszerre egy, maximum kettő utódot nevelnek fel, amelyek gondozásába sok időt és energiát fektetnek;
- kevés természetes ellenségük van.

## Az egyes földrészek és a tengerek megafaunája

### Európa
- európai bölény
- barna medve
- jávorszarvas
- jegesmedve

### Ázsia
- indiai elefánt
- indiai orrszarvú
- szumátrai orrszarvú
- jávai orrszarvú
- vadjak
- baktriai teve
- jegesmedve

### Afrika
- kafferbivaly
- afrikai elefánt
- víziló
- szélesszájú orrszarvú
- keskenyszájú orrszarvú
- zsiráf
- nílusi krokodil

### Amerika
- barna medve
- amerikai bölény
- jávorszarvas
- jegesmedve

### Ausztrália
- sósvízi krokodil

### A tengerek
- a legtöbb bálna, cet
- elefántfóka
- tengeritehenek
- érdes cápa
- óriáscápa
- kardhal
- óriáspolip